# Kōnosu
Kōnosu (鴻巣市?, Kōnosu-shi) è una città giapponese della prefettura di Saitama.